# Cerkvena pokrajina
Cerkvena pokrajina (latinsko provincia ecclesiastica) je upravna enota v določenih krščanskih Cerkvah. Sestavljajo jo metropolija in sufraganske škofije. Nadškof metropolije se imenuje metropolit.
V Rimskokatoliški Cerkvi so pooblastila metropolita nad sufraganskimi škofijami zelo omejena (npr. kadar je izpraznjen sedež sufraganske škofije, lahko metropolit imenuje začasnega upravitelja, če ga v določenem času ne izvoli zbor svetovalcev in papež ne imenuje apostolskega administratorja). Nadškof metropolit torej ni ordinarij z ozirom na celotno cerkveno pokrajino, ampak le v svoji nadškofiji.

## Cerkvene pokrajine v Sloveniji
Na ozemlju današnje Slovenije je v letih 1968-2006 obstajala samo ena, Ljubljanska metropolija, ki je prvotno vključevala le ljubljansko nadškofijo in sufragansko mariborsko-lavantinsko škofijo. Leta 1977 je postala njen del in s tem sufraganska škofija še ponovno ustanovljena in teritorialno preurejena koprska škofija.
V Sloveniji sta od leta 2006 dve metropoliji, Ljubljana in Maribor, ki sta sestavljeni iz dveh nadškofij (Ljubljana in Maribor) ter štirih sufraganskih škofij (Celje, Koper, Murska Sobota, Novo mesto). Poleg matične nadškofije ima torej vsaka metropolija v svoji cerkveni pokrajini še po dve sufraganski škofiji.

## Organiziranost grkokatoliških in pravoslavnih vernikov
V Sloveniji so se grkokatoliki (uniati) pojavili v 16. stoletju, toda nikoli se ni vzpostavila velika skupnost, je pa prišlo do delne združitve med uskoškimi Srbi (samostan Stara Marča 1611 in Žumberak na Gorjancih 1611), za katere je bila 1777 ustanovljena eparhija (škofija) v Križevcih na Hrvaškem, v okvir katere spadajo tudi grkokatoličani v Sloveniji. Eparhija Križevci je sufraganska škofija Nadškofije Zagreb.
Srbska pravoslavna cerkev na področju Republike Slovenije sodi pod pravoslavno Zagrebško-Ljubljansko metropolijo s sedežem v Zagrebu.